# Convenção Batista Nacional Progressista
A Convenção Batista Nacional Progressista (em inglês:   Progressive National Baptist Convention) é uma associação cristã evangélica de Igrejas batistas nos Estados Unidos. Ela é afiliada à Aliança Batista Mundial. A sede está localizada em Washington, D.C..

## História

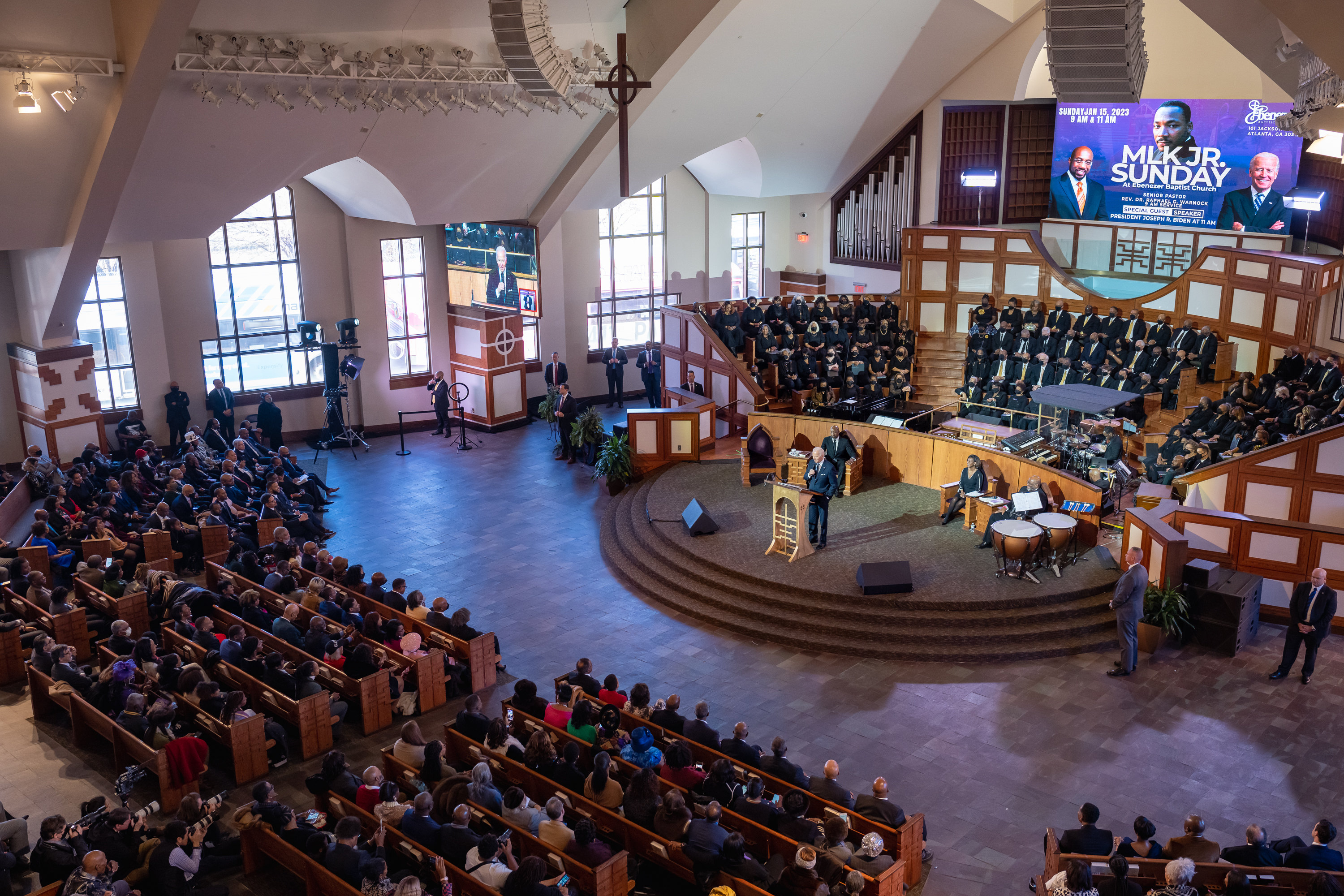
Serviço na Igreja Batista Ebenézer em Atlanta, afiliada à Convenção.

A Convenção tem suas origens na Convenção Batista Nacional, EUA formada em 1895. Em 1961, um grupo de pastores liderados por L. Venchael Booth sentiram que a liderança não estava dando espaço suficiente para direitos civis ativismo político e deixaram a Convenção Batista Nacional, EUA. Após uma reunião de 33 pastores em Cincinnati, L. Venchael Booth é eleito o primeiro presidente da Convenção. Foi assim oficialmente fundada naquele mesmo ano, sob o nome de Convenção Batista Progressista Nacional. Em 1969, Uvee Mdodana Arbouin tornou-se a primeira mulher ordenada pastora na Convenção. De acordo com um censo da associação, em 2023 ela disse que tinha 1,362 igrejas e 1,500,000 membros.

## Organização Missionária
A Convenção tem uma organização missionária, PNBC Missions. 